# Shed...
Shed... (fl. XXII-XXI secolo a.C.) è stato un sovrano egizio, inserito nella IX dinastia, di cui si conosce solo tale parte del nome.

## Biografia
L'estrema scarsità di fonti storicamente affidabili rende difficoltosa la conoscenza dei sovrani delle dinastie IX e X; solo il Canone Reale, peraltro frammentario, fornisce qualche dato a cui si affiancano alcuni riscontri archeologici.
Di questo sovrano rimane solamente parte del nome.
Anche questo sovrano è citato solamente dal Canone Reale e la collocazione nella IX dinastia dipende appunto dalla posizione del nome in questo documento.

## Liste reali
|            | \| \| \| non citato \| \| \| |
|            |                              |
| non citato |                              |
|            |                              |

|            |
| non citato |
|            |

|            | \| \| \| non citato \| \| \| |
|            |                              |
| non citato |                              |
|            |                              |

|            |
| non citato |
|            |

| F30 · D46 | HASH |

| F30 · D46 | HASH |

| F30 · D46 | HASH |

| F30 · D46 | HASH |

| F30 · D46 | HASH |

| F30 · D46 | HASH |

| F30 · D46 | HASH |

| F30 · D46 | HASH |